# Partido de la Clase Trabajadora
El Partido de la Clase Trabajadora es un partido político de izquierda revolucionaria e ideología trotskista de Costa Rica, fundado el 1 de mayo del 2012.
Originalmente llamado "De los Trabajadores" surge a raíz de la plataforma estudiantil Movimiento al Socialismo, liderada por el funcionario universitario de la Universidad de Costa Rica y miembro del Consejo Universitario Héctor Monestel y se define “como una alternativa clasista y socialista para enfrentar la crisis capitalista”. Se considera la «sección costarricense» de la Liga Internacional de los Trabajadores - Cuarta Internacional de tendencia trotskista y se considera un movimiento internacionalista. Entre sus planes de gobierno se incluye la unificación de Centroamérica en un nuevo Estado federal: «Por lo que es necesario revertir la división de Centroamérica y convertirnos en una verdadera nación centroamericana construyendo la Federación de Estados Socialistas Centroamericanos».
El PT es eminentemente crítico de los dos partidos principales de izquierda; el Frente Amplio y Vanguardia Popular a quienes fustiga frecuentemente por lo que considera son diversos errores operativos como la burocracia y la adhesión al «estalinismo» de Vanguardia Popular o la supuesta naturaleza «reformista» y «socialdemócrata» del Partido Frente Amplio y su alianza con partidos de derecha (en referencia a la coalición parlamentaria Alianza por Costa Rica y a las conversaciones del Frente Amplio con partidos progresistas y de centro-izquierda para realizar una coalición opositora en el 2014). Vanguardia Popular se encuadra más en el marxismo-leninismo y el histórico «comunismo a la tica» mientras el Frente Amplio se encuadra dentro del Socialismo del Siglo XXI y del progresismo.
El partido se autoproclama como el único representante genuino de la clase trabajadora frente a los demás partidos a los que califica como partidos burgueses o traidores. Escogió a Monestel como candidato presidencial para las elecciones de 2014 el 1 de mayo de 2013 en Asamblea Nacional. El partido consiguió 4,897 votos (0,24 %) a la presidencia y 12,998 votos (0.63%) a la Asamblea Legislativa pero no consiguió elegir diputados.
En agosto de 2015 el partido fue desinscrito jurídicamente por resolución del Tribunal Supremo de Elecciones al no haber obtenido el mínimo de votos que establece el Código Electoral (3000) para mantenerse inscrito tras haber recibido 742 votos en las elecciones municipales de 2016. El 29 de enero de 2017 el partido concluyó el proceso de reinscripción culminando en una Asamblea Nacional.
El PT participó en las elecciones presidenciales del 2018. Su candidato fue el sindicalista y profesor de secundaria John Vega Masís.

## Elecciones presidenciales
| Elecciones presidenciales |                         |       |       |          |
| Año                       | Candidato               | Votos | %     | Posición |
| 2014                      | Héctor Monestel Herrera | 4 891 | 0.24% | 11°      |
| 2018                      | Jhonn Vega Masís        | 4 345 | 0.20% | 13°      |
| 2022                      | Jhonn Vega Masís        | 1 951 | 0.09% | 23°      |

## Elecciones legislativas
|  | 0.63 % |

|  | 0.54 % |

|  | 0.27 % |